# Bro Morgannwg
Bro Morgannwg (en anglès Vale of Glamorgan) és un county borough de Gal·les. Amb una àrea agrícola excepcionalment rica, es troba a la part sud de Morgannwg, regió de De Cymru. Té una costa força accidentada i els seus camps són força atípics en el conjunt de Gal·les, tot i ser generalment pla.
Bro Morgannwg també gaudeix d'un gran nombre d'atraccions turístiques, motiu pel qual reuneix una gran quantitat de visitants cada any, com ara el Barry Island Pleasure Park, la Vale of Glamorgan Railway, el Castell de Llanddunwyd, el Cosmeston Lakes Country Park i Cosmeston Medieval Village, entre d'altres. També és la seu de l'Atlantic College, un dels United World Colleges.
La ciutat més gran és Y Barri. Les altres poblacions més rellevants són Penarth, Llanilltud Fawr, Y Bont-faen i Aberogwr.

## Geografia

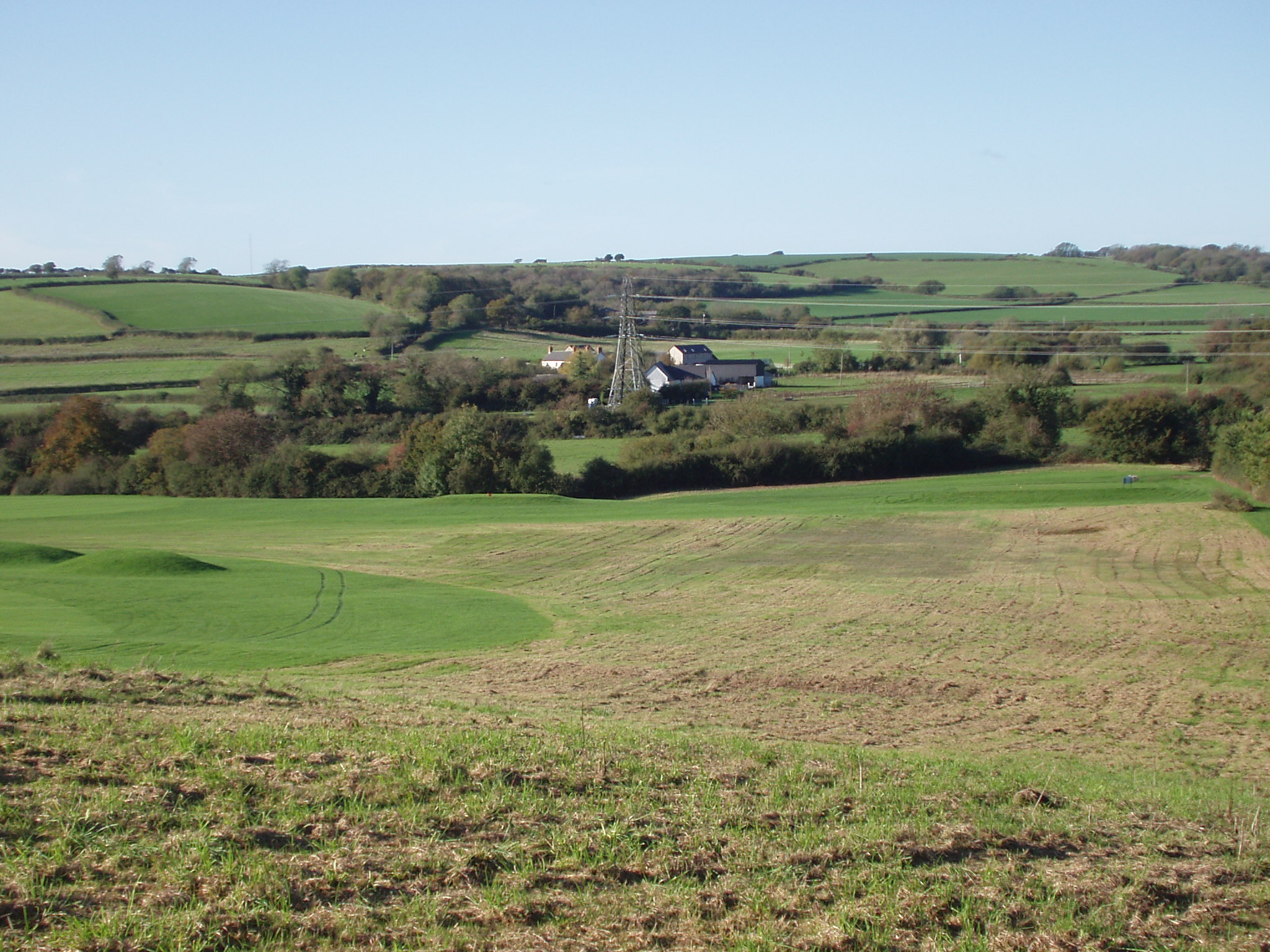
Vista dels camps de Bro Morgannwg

És un county borough (municipi) des del 1996, havent format part anteriorment del comtat de South Glamorgan. El centre urbà amb més població és el poble de Y Barri. Les altres entitats més habitades són Y Bont-faen, Dinas Powys, Llanilltud Fawr i Penarth, la qual va ser la primera a aconseguir una certificació Fairtrade, però bona part dels habitants de Bro Morgannwg viuen en petites vil·les, poblets i granges unifamiliars. La zona té molt poca altitud, essent el punt més elevat només a 137 metres sobre el nivell del mar.
Els penya-segats de color groc grisós de la Heritage Coast (que es troben entre Llanilltud Fawr i Aberogwr) són únics en tota la costa de la Mar Cèltica (és a dir, Cornualla, Gal·les, Irlanda i Bretanya). Van ser formats per una combinació de pedra calcària liàssica, esquist i pedra sorrenca carbonífera fa uns 200 milions d'anys, quan constituïen un mar equatorial poc profund a començaments del Juràssic. Avui, els penya-segats contenen fòssils de criatures marines del Juràssic (sense evidències d'animals terrestres, cosa que ha fet concloure als científics que la zona es trobava sota el mat), com ara ammonites. L'estratificació de la superposició de l'esquist, la pedra sorrenca i la liàssica va ser causada per una agitació geològica coneguda com a Orogènesi varisca, la qual, literalment, va empènyer els penya-segats fora del mar, retorçant-los tal com els veiem avui en dia. Gràcies al contingut calci de la pedra calcària, els grangers de la regió han trobat uns terrenys aptes per al cultiu d'espècies que seria molt difícil fer créixer en altres zones de Gal·les. La pedra calcària i la pedra sorrenca també són utilitzats per a la construcció.

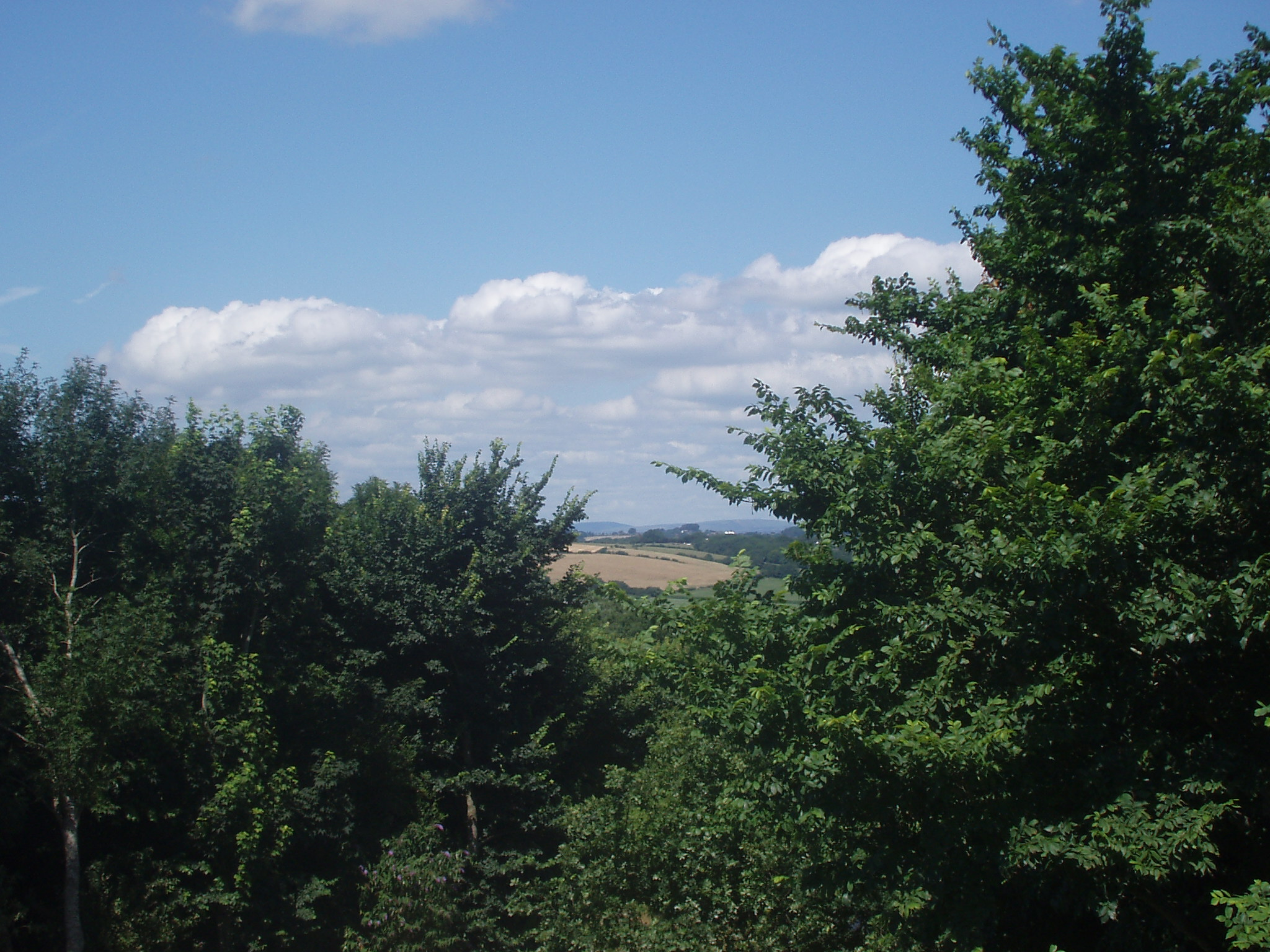
Un dels boscos de Bro Morgannwg

Com que la cara de la Heritage Coast que passa per Glamorgan queda de cara a l'Atlàntic, pateix la brutalitat dels vents de l'oest i el sud-oest; això ho converteix en una zona ideal per al surf, però en un malson per als vaixells que intenten passar pel Canal de Bristol cap a Cardiff. Així com al nord de Cornualla i al sud-oest d'Irlanda, la cara atlàntica de Gal·les té les condicions ideals per als naufragis premeditats, que fins fa uns 100 anys era una pràctica molt comuna a tota la zona costanera (així com en tota la costa de la Mar Cèltica. A Nash Point, Southerndown i Aberogwr és on s'han produït més víctimes de naufragi de tota la costa gal·lesa; el més recent es va produir el 1962, quan el vaixell petrolier BP Driver es va estavellar contra Nash Point durant una tempesta molt violenta, que va trossejar el vaixell contra els esculls i va provocar el seu enfonsament; afortunadament, la tripulació va poder ser salvada gràcies als esforços dels vaixells i helicòpters de salvament del Canal de Bristol.
El municipi limita amb Cardiff al nord-est, Rhondda Cynon Taf al nord, Bridgend al nord-oest i amb el Canal de Bristol al sud.

## Govern

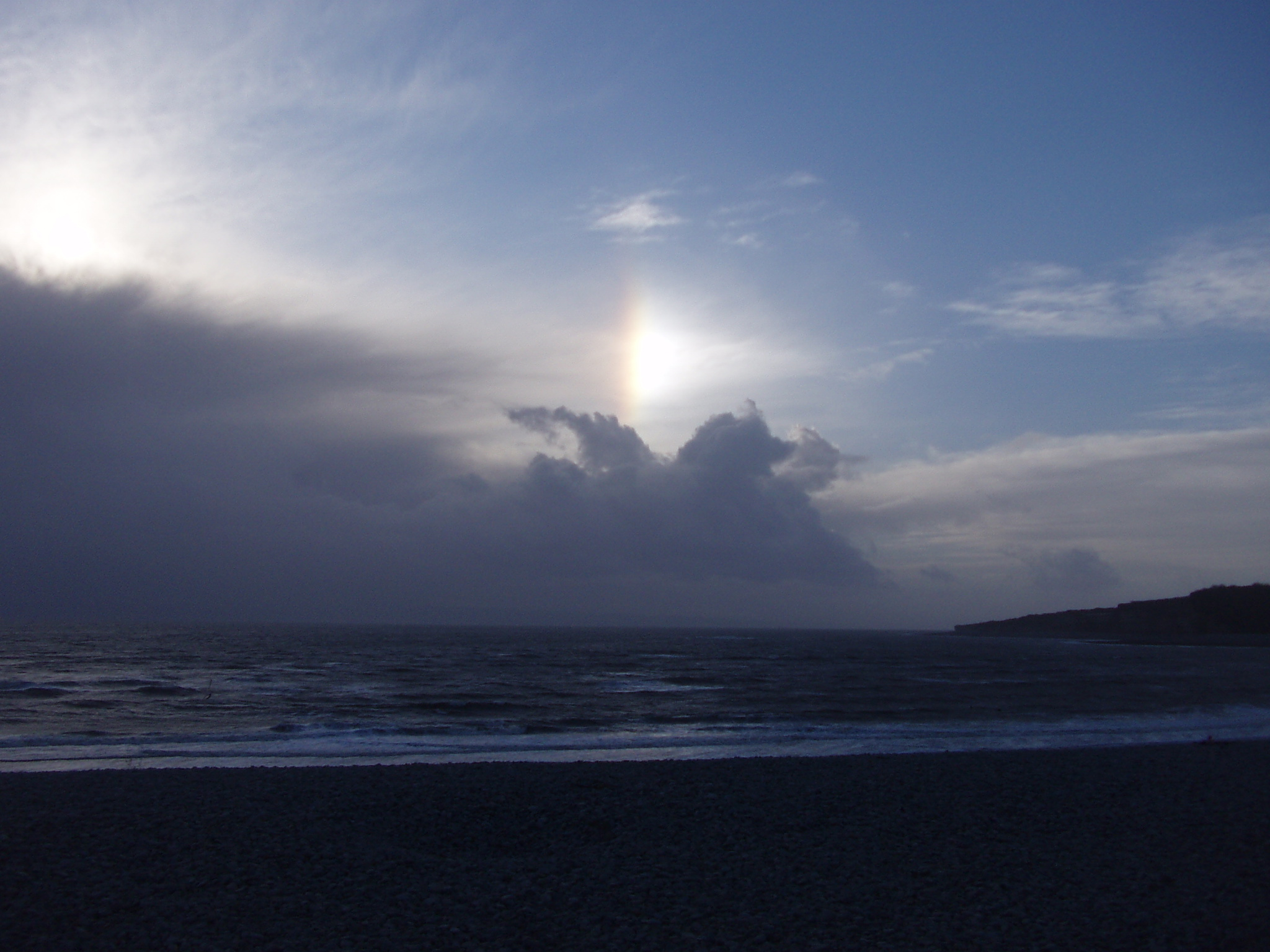
Vista a través del Canal de Bristol des del Porthkerry Park

El municipi està governat pel Consell de Bro Morgannwg, que des del maig del 2012 està liderat pel Partit Conservador. El Parlament i l'Assemblea de Bro Morgannwg (que no inclouen Penarth i Sili, que estan representades a Cardiff Sud i Penarth) el poder va alternant-se entre el Partit Laborista i el Partit Conservador, tant a l'Assemblea Nacional de Gal·les com a Westminster. Suposadament, aquest fet es dona pel suport laborista a l'est de la comunitat i a la ciutat de Y Barri, mentre que el suport dels conservadors se centra a les zones agrícoles de l'oest.

### Ciutats
- Llanilltud Fawr
- Penarth
- Y Barri
- Y Bont-faen

### Vil·les

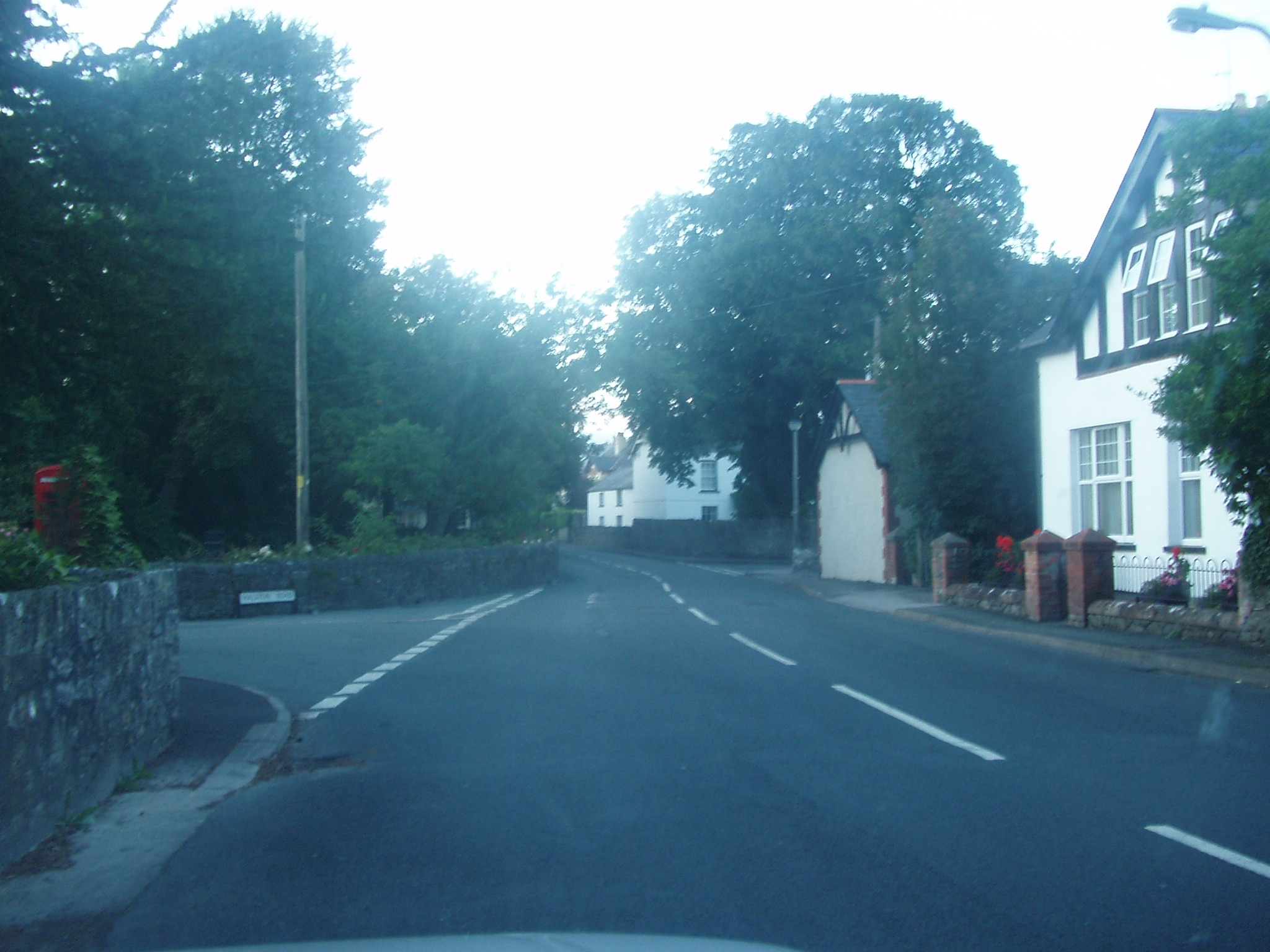
Típica imatge de poble a Gwenfô

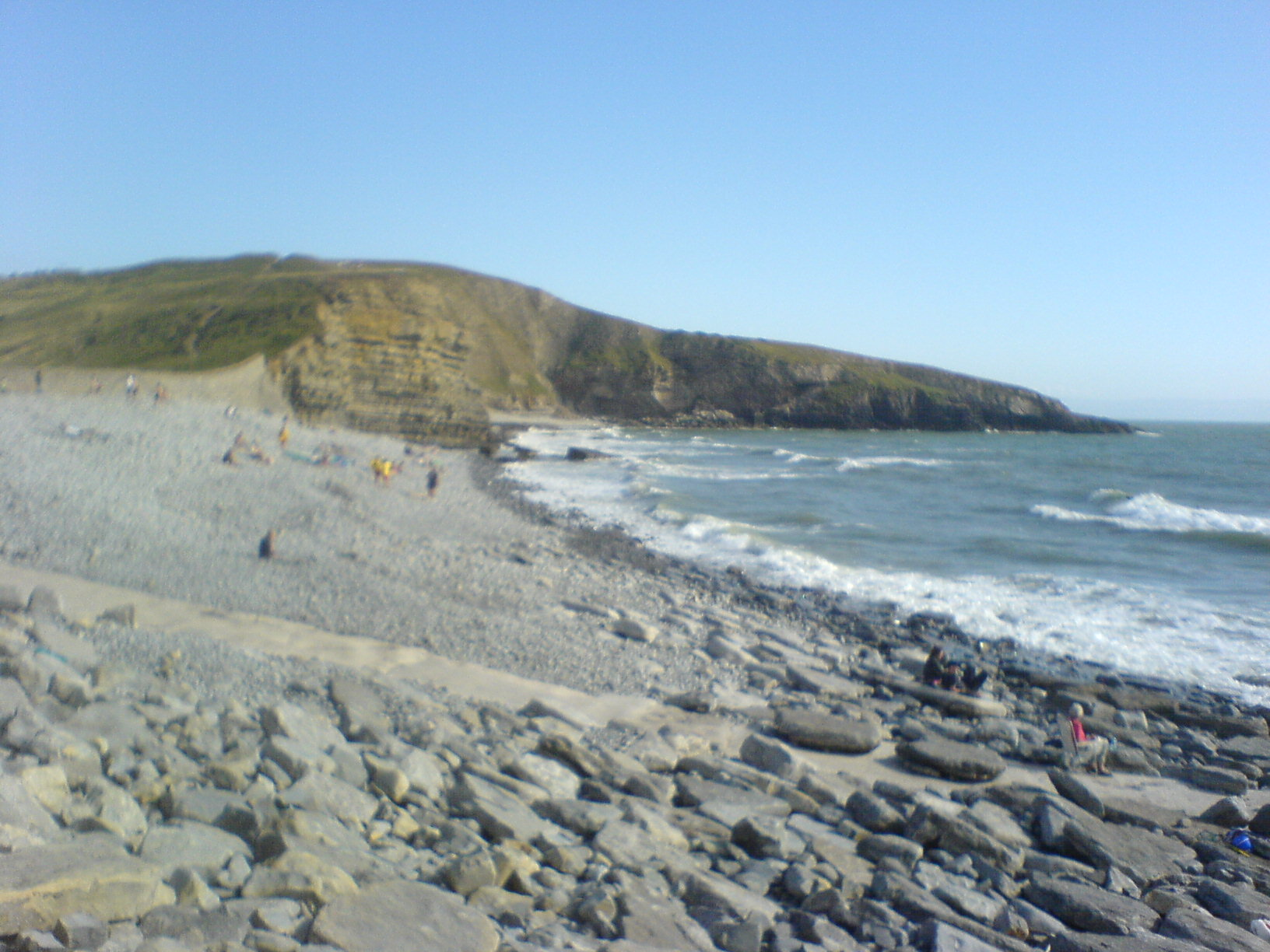
Platja de Southerndown

- Aberddawan
- Aberogwr
- Aberthin
- Corntwn
- Ddyffryn
- Dinas Powys
- Ewenni
- Ffont-y-gari
- Fonmon
- Gwenfô
- Larnog
- Llanbedr-y-fro
- Llanbydderi
- Llancarfan
- Llancatal
- Llandochau
- Llandŵ
- Llan-faes
- Llanfihangel-y-pwll
- Llansanwyr
- Moulton
- Ogwr
- Pendeulwyn
- Pen-marc
- Sain Dunwyd

- Sain Nicolas[5]

- Sain Tathan
- Saint Andras
- Saint Hilary
- Saint-y-brid
- Sigingstone
- Sili
- Southerndown
- Trebefered
- Tredodridge
- Tregolwyn
- Tresimwn
- Y Rhws
- Y Wig
- Ystradowen

### Relacions internacionals
El municipi de Bro Morgannwg està agermanat amb:
- Rheinfelden, Alemanya
- Mouscron, Bèlgica
- Fécamp, França

i té acords d'amistat amb:
- Jurbarkas, Lituània
- Neumarkt, Itàlia
- Putnok, Hongria

Un cop a l'any, es realitza un esdeveniment de germanor en un dels pobles de Bro Morgannwg on són convidats representants de cada una de les ciutats agermanades, amb l'objectiu de regenerar l'economia i la cultura.

## Transport

### Carretera

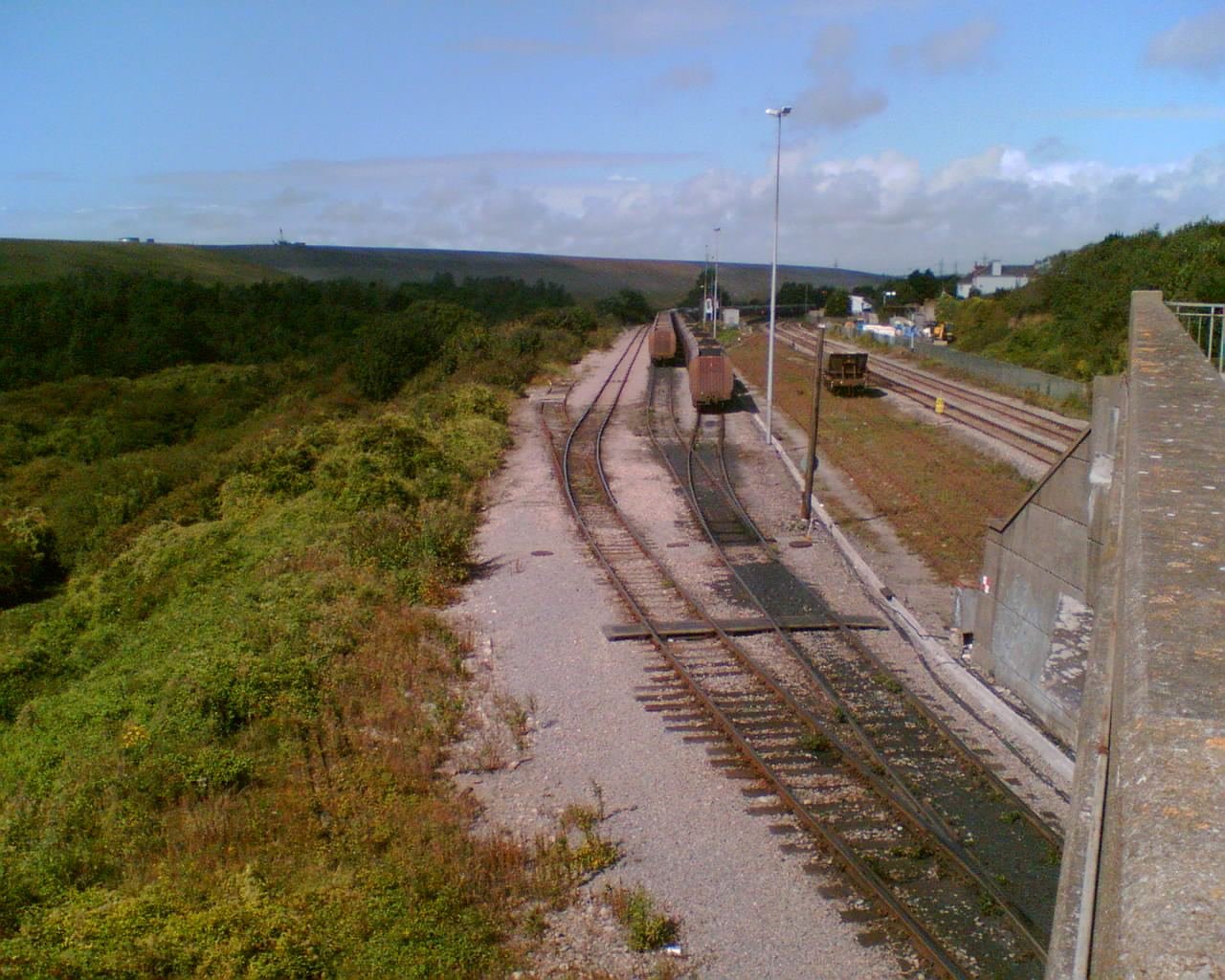
Estació de tren d'Aberddawan.

Pel county borough hi passa l'Autopista M4, on hi ha les sortides 33 (Cardiff Oest) i 34 (Llantrisant). De totes maneres, també hi passa l'Autovia A48.

### Ferroviari
A Bro Morgannwg opera la Vale of Glamorgan Line, que connecta Pen-y-bont ar Ogwr amb Cardiff; les estacions es troben a Y Barri, Penarth i Llanilltud Fawr, encara que les dues estacions de Pont-y-clun poden estar més a prop d'alguns dels residents.

### Autobús
Y Barri, Gwenfô, Llanilltud Fawr i Penarth tenen servei del Cardiff Bus, que opera entre aquests pobles i Cardiff. First Cymru opera l'X2 mitjançant l'A48 a Cardiff via Y Bont-faen, Tresimwn i St. Nicholas, tot i que al county hi ha operadors rurals que també hi treballen.

### Aeri
L'Aeroport Internacional de Cardiff, l'únic d'aquestes característiques de Gal·les, es troba a Y Rhws, al sud de Bro Morgannwg.